# Samba de Primeira
Samba de Primeira é um programa de atrações musicais apresentado por Jorge Perlingeiro. Na TV, teve passagens pela Rede Tupi, Band Rio e CNT, onde permaneceu por 17 anos. No rádio, o programa foi transmitido por Rádio Globo e Rádio Mania.

## História
O programa tem suas origens em um quadro do Programa Aérton Perlingeiro na Rede Tupi. A partir dos anos 80 Jorge Perlingeiro tem apresentado o programa, com variações de horários e de formatos, na TV Corcovado, na Rede OM (mais tarde CNT) que a sucedeu no canal 9 do Rio de Janeiro, e na TV Bandeirantes carioca. Em certo período Samba de Primeira atingiu um certo status cult como símbolo do trash televisivo.
 O Programa Alberto José é um notório seguidor do formato do Samba de Primeira. Em fevereiro de 2015, o programa é retirado da grade da CNT após 17 anos no ar.
Em novembro de 2015, a Rádio Globo contrata o apresentador Jorge Perlingeiro para levar seu programa para o rádio.O Samba de Primeira foi ao ar nas tardes de sábado durante dois anos, durando até abril de 2017.
Em janeiro de 2020, o Samba de Primeira voltou ao ar pela Rádio Mania do Rio de Janeiro após um hiato de 3 anos. No entanto, o programa permaneceu na emissora por pouco mais de dois meses, tendo sua produção interrompida por consequências da pandemia causada pelo novo coronavírus e não retornando mais à grade da Mania.
Durante o período de pandemia, o Samba de Primeira realizou quatro lives em seu canal no YouTube. Na primeira, realizada em 3 de julho, recebeu os cantores Jorge Aragão, Dudu Nobre, Xande de Pilares e o grupo Vou Pro Sereno. As outras três - realizadas respectivamente em 28 de agosto, 25 de setembro e 26 de outubro - debateram sobre a incerteza acerca da realização do carnaval do Rio de Janeiro no ano seguinte diante dos impactos da Covid-19 no Brasil. As lives receberam representantes dos órgãos públicos, dirigentes de ligas das escolas de samba, o carnavalesco e comentarista Milton Cunha, além de intérpretes de várias agremiações e o grupo Deita e Rola.
Nos dias 30 e 31 de dezembro de 2020, a TV Max Rio exibiu o Especial de Ano Novo do Samba de Primeira, marcando a volta do programa à televisão depois de 5 anos. O especial contou com as participações de Dudu Nobre, Xande de Pilares, Grupo Molejo, Arlindinho Cruz, Grupo Clareou, Sandra de Sá e Mauro Diniz, além da presença de musas e rainhas de bateria de algumas escolas de samba do Rio. Também houve uma homenagem ao músico Ubirany, integrante do Fundo de Quintal, falecido dias antes do especial ir ao ar por complicações da Covid-19

## Sátira
- Em sua última fase, em 1992, o TV Pirata chegou a fazer um esquete de paródia do programa, denominada Samba de Terceira. Nessa época, a atração original ia ao ar na Band Rio.

## Curiosidade
Era um dos poucos programas da CNT a ser exibido em HD.